# Geórgios Antonópoulos
Pour les articles homonymes, voir Antonopoulos.
Geórgios Antonópoulos (grec moderne : Γεώργιος Αντωνόπουλος) né en 1800 à Andrítsena et mort en 1865 à Nauplie était un homme politique grec qui participa à la guerre d'indépendance grecque.
Geórgios Antonópoulos appartenait à une famille de notables du Péloponnèse qui fournit nombre de combattants pour l'indépendance ainsi que de nombreuses personnalités politiques.
Né en 1800 à Andrítsena, il s'installa comme commerçant à Trieste avec son frère Antoni. Il s'impliqua donc d'abord dans la lutte pour l'indépendance en fournissant subsides et munitions. Ensuite, il rentra en Grèce avec Dimítrios Ypsilántis. Il s'installa à Nauplie en 1822 et s'engagea en politique pour sa nouvelle résidence. Il fut député dans la troisième Assemblée nationale grecque (dans sa dernière phase, celle de Trézène) en 1827 puis dans l'assemblée nationale d'Argos en 1829 et enfin à la cinquième Assemblée nationale grecque, à Nauplie, en 1832.
Il fut membre des éphémères Sénats : celui de la période Kapodístrias (1829-1832) puis le Sénat du royaume de Grèce (1844-1864). Il fut aussi démarque (maire) de Nauplie entre 1837 et 1842.
Il épousa l'Argienne Iríni Antonopoúlou, avec qui il eut sept enfants dont Michaíl Antonópoulos qui fut ministre de l'éducation dans les années 1870.

### Sources
- (el) Phótios Chrysanthópoulos, Βίοι Πελοποννησίων ανδρών και των εξώθεν εις την Πελοπόννησον ελθόντων κληρικών, στρατιωτικών και πολιτικών των αγωνισαμένων τον αγώνα της επαναστάσεως, Athènes, Stávros Andrópoulos,‎ 1888, 335 p. (lire en ligne)
- (el) Parlement grec, Μητρώο Πληρεξουσίων, Γερουσαστών και Βουλευτών. 1822-1935, Athènes, Parlement grec,‎ 1986, 159 p. (lire en ligne) [PDF]